# Abrunculus de Trèves
Abrunculus, Aprunculus ou Aponculus (mort vers 525) est évêque de Trèves après 511.

## Biographie
Abrunculus appartient sans doute à l'entourage de Thierry Ier venant d'Auvergne pour renouveler le clergé de Trèves.
Le peu d'informations sur les évêques de cette époque montre leur faible importance.

## Postérité
Il est enterré probablement dans un oratoire de l'Abbaye Saint-Symphorien près de Trèves. Abrunculus est vénéré comme un saint dès le VIe siècle. Il est mentionné dans le Martyrologe hiéronymien. Grégoire de Tours le mentionne également. À Trèves, son culte est mentionné au Xe siècle. Il est aussi vénéré à Auxerre, Autun ou à l'abbaye de Gellone. Un portrait de lui se trouve dans le psautier d'Egbert. L'abbé Thietmar a placé des reliques d'Abrunculus à côté des ossements de Modoald dans l'abbaye d'Helmarshausen (de). Vers 1047, ses restes sont transférés à Saint-Paulin. Sa tombe est dans une petite crypte sous l'autel devant le chœur. En 1136, ils sont amenés au couvent de Springiersbach. Une partie de ses ossements est sans doute aussi amenée dans une chapelle consacrée à proximité de la cathédrale Saint-Pierre de Trèves. Les restes placés à Saint-Paulin sont enlevés avant la destruction du lieu en 1647. Abrunculus est le patron des églises de Beselich (de) et d'Itzig.

## Source
- (de) Cet article est partiellement ou en totalité issu de l’article de Wikipédia en allemand intitulé « Abrunculus » (voir la liste des auteurs).